# Campionati panpacifici di nuoto 2006
I X Campionati panpacifici di nuoto si svolsero a Victoria, in Canada, dal 17 al 20 agosto 2006.

## Paesi partecipanti
- Argentina
- Australia
- Bahamas
- Brasile
- Canada

- Cile
- Cina
- Taipei cinese
- Corea del Sud
- Costa Rica

- Filippine
- Giappone
- Hong Kong
- Malaysia
- Nuova Zelanda

- Stati Uniti
- Sudafrica
- Trinidad e Tobago
- Zimbabwe

## Medagliere
| Posizione | Paese         | Oro | Argento | Bronzo | Totale |
| --------- | ------------- | --- | ------- | ------ | ------ |
| 1         | Stati Uniti   | 26  | 18      | 4      | 48     |
| 2         | Giappone      | 3   | 8       | 13     | 24     |
| 3         | Australia     | 2   | 3       | 12     | 17     |
| 4         | Canada        | 2   | 3       | 3      | 8      |
| 5         | Corea del Sud | 2   | 1       | 1      | 4      |
| 6         | Sudafrica     | 1   | 2       | 1      | 4      |
| 7         | Cina          | 0   | 1       | 1      | 2      |
| 8         | Brasile       | 0   | 0       | 2      | 2      |
|           | Totale        | 36  | 36      | 37     | 109    |

- Due medaglie di bronzo sono state assegnate per i 100 m stile libero maschili

## Record mondiali stabiliti
| Data           | Gara           | Atleta                                   | Nazionalità | Tempo   |
| -------------- | -------------- | ---------------------------------------- | ----------- | ------- |
| 19 agosto 2006 | 200 m dorso    | Aaron Peirsol                            | Stati Uniti | 1'54"44 |
| 21 agosto 2006 | 200 m rana     | Brendan Hansen                           | Stati Uniti | 2'08"50 |
| 17 agosto 2006 | 200 m farfalla | Michael Phelps                           | Stati Uniti | 1'53"80 |
| 20 agosto 2006 | 200 m misti    | Michael Phelps                           | Stati Uniti | 1'55"84 |
| 17 agosto 2006 | 200 m farfalla | Jessicah Schipper                        | Australia   | 2'05"40 |
| 19 agosto 2006 | 4x100 m sl     | M. Phelps, N. Walker, C. Jones, J. Lezak | Stati Uniti | 3'12"46 |

## Risultati

### Uomini
| Evento               | Oro                                                                  | Perform.   | Argento                                                              | Perform.   | Bronzo                                                                    | Perform.   |
| Stile libero         |                                                                      |            |                                                                      |            |                                                                           |            |
| 50 m                 | Cullen Jones                                                         | 21.84      | Roland Schoeman                                                      | 22.12      | Brent Hayden                                                              | 22.22      |
| 100 m                | Brent Hayden                                                         | 48.59      | Jason Lezak                                                          | 48.76      | Eamon Sullivan Roland Schoeman                                            | 49.09      |
| 200 m                | Klete Keller                                                         | 1:46.20    | Tae Hwan Park                                                        | 1:47.51    | Lin Zhang                                                                 | 1:47.59    |
| 400 m                | Tae Hwan Park                                                        | 3:45.72    | Lin Zhang                                                            | 3:47.07    | Klete Keller                                                              | 3:47.17    |
| 800 m                | Andrew Hurd                                                          | 7:55.88    | Troyden Prinsloo                                                     | 7:56.82    | Ryan Cochrane                                                             | 7:58.32    |
| 1500 m               | Tae Hwan Park                                                        | 15:06.11   | Erik Vendt                                                           | 15:07.17   | Takeshi Matsuda                                                           | 15:08.97   |
| Dorso                |                                                                      |            |                                                                      |            |                                                                           |            |
| 100 m                | Aaron Peirsol                                                        | 53.32      | Ryan Lochte                                                          | 54.02      | Tomomi Morita                                                             | 54.38      |
| 200 m                | Aaron Peirsol                                                        | 1:54.44    | Michael Phelps                                                       | 1:56.81    | Tomomi Morita                                                             | 1:58.53    |
| Rana                 |                                                                      |            |                                                                      |            |                                                                           |            |
| 100 m                | Brendan Hansen                                                       | 59.90      | Brenton Rickard                                                      | 1:00.39    | Kōsuke Kitajima                                                           | 1:00.90    |
| 200 m                | Brendan Hansen                                                       | 2.08.50    | Kōsuke Kitajima                                                      | 2.10.87    | Scott Usher                                                               | 2.11.49    |
| Farfalla             |                                                                      |            |                                                                      |            |                                                                           |            |
| 100 m                | Ian Crocker                                                          | 51.47      | Ryo Takayasu                                                         | 51.85      | Takashi Yamamoto                                                          | 52.71      |
| 200 m                | Michael Phelps                                                       | 1:53.80    | Ryuichi Shibata                                                      | 1:55.82    | Takeshi Matsuda                                                           | 1:56.20    |
| Misti                |                                                                      |            |                                                                      |            |                                                                           |            |
| 200 m                | Michael Phelps                                                       | 1:55.84    | Ryan Lochte                                                          | 1:56.11    | Ken Takakuwa                                                              | 1:59.81    |
| 400 m                | Michael Phelps                                                       | 4:10.47    | Robert Margalis                                                      | 4:13.85    | Thiago Pereira                                                            | 4:18.44    |
| Staffette            |                                                                      |            |                                                                      |            |                                                                           |            |
| 4x100 m stile libero | Stati Uniti Michael Phelps Neil Walker Cullen Jones Jason Lezak      | 3:12.46    | Canada Rick Say Brent Hayden Colin Russell Matt Rose                 | 3:16.20    | Australia Eamon Sullivan Andrew Mewing Leith Brodie Kenrick Monk          | 3:16.42    |
| 4x200 m stile libero | Stati Uniti Michael Phelps Ryan Lochte Peter Vanderkaay Klete Keller | 7:05.28    | Canada Brian Johns Andrew Hurd Brent Hayden Colin Russell            | 7:12.39    | Australia Leith Brodie Andrew Mewing Nicholas Ffrost Kenrick Monk         | 7:17.21    |
| 4x100 m misti        | Stati Uniti Aaron Peirsol Brendan Hansen Ian Crocker Jason Lezak     | 3:31.79    | Giappone Tomomi Morita Kōsuke Kitajima Ryo Takayasu Takamitsu Kojima | 3:35.70    | Australia Matthew Welsh Brenton Rickard Andrew Lauterstein Eamon Sullivan | 3:36.15    |
| Fondo                |                                                                      |            |                                                                      |            |                                                                           |            |
| 10 km                | Chip Peterson                                                        | 1:54:26.68 | Fran Crippen                                                         | 1:54.50.46 | Travis Nederpelt                                                          | 1:55:16.89 |

### Donne
| Evento               | Oro                                                                    | Perform.   | Argento                                                                 | Perform.   | Bronzo                                                                       | Perform.   |
| Stile libero         |                                                                        |            |                                                                         |            |                                                                              |            |
| 50 m                 | Kara Lynn Joyce                                                        | 25.10      | Natalie Coughlin                                                        | 25.32      | Flávia Delaroli                                                              | 25.62      |
| 100 m                | Natalie Coughlin                                                       | 53.87      | Amanda Weir                                                             | 53.92      | Melanie Schlanger                                                            | 55.00      |
| 200 m                | Katie Hoff                                                             | 1:58.02    | Linda Mackenzie                                                         | 1:58.26    | Bronte Barratt                                                               | 1:58.59    |
| 400 m                | Ai Shibata                                                             | 4:07.61    | Katie Hoff                                                              | 4:07.98    | Sachiko Yamada                                                               | 4:08.42    |
| 800 m                | Kate Ziegler                                                           | 8:24.56    | Ai Shibata                                                              | 8:26.41    | Hayley Peirsol                                                               | 8:27.57    |
| 1500 m               | Kate Ziegler                                                           | 15:55.01   | Hayley Peirsol                                                          | 15:57.37   | Ai Shibata                                                                   | 16:11.13   |
| Dorso                |                                                                        |            |                                                                         |            |                                                                              |            |
| 100 m                | Hanae Itō                                                              | 1:00.63    | Natalie Coughlin                                                        | 1:00.66    | Reiko Nakamura                                                               | 1:00.86    |
| 200 m                | Reiko Nakamura                                                         | 2:08.86    | Margaret Hoelzer                                                        | 2:09.42    | Takami Igarashi                                                              | 2:10.30    |
| Rana                 |                                                                        |            |                                                                         |            |                                                                              |            |
| 100 m                | Tara Kirk                                                              | 1:07.56    | Megan Jendrick                                                          | 1:07.58    | Sarah Katsoulis                                                              | 1:08.12    |
| 200 m                | Suzaan van Biljon                                                      | 2:26.36    | Asami Kitagawa                                                          | 2:27.07    | Seul Ki Jung                                                                 | 2:27.09    |
| Farfalla             |                                                                        |            |                                                                         |            |                                                                              |            |
| 100 m                | Jessicah Schipper                                                      | 57.56      | Rachel Komisarz                                                         | 58.75      | Mary Descenza                                                                | 59.03      |
| 200 m                | Jessicah Schipper                                                      | 2:05.40    | Yūko Nakanishi                                                          | 2:06.52    | Yurie Yano                                                                   | 2:07.86    |
| Misti                |                                                                        |            |                                                                         |            |                                                                              |            |
| 200 m                | Whitney Myers                                                          | 2:10.11    | Katie Hoff                                                              | 2:11.51    | Stephanie Rice                                                               | 2:13.21    |
| 400 m                | Katie Hoff                                                             | 4:36.82    | Ariana Kukors                                                           | 4:39.68    | Stephanie Rice                                                               | 4:41.83    |
| Staffette            |                                                                        |            |                                                                         |            |                                                                              |            |
| 4x100 m stile libero | Stati Uniti Amanda Weir Natalie Coughlin Kara Lynn Joyce Lacey Nymeyer | 3:35.80    | Canada Victoria Poon Geneviève Saumur Julia Wilkinson Erica Morningstar | 3:41.83    | Australia Shayne Reese Kelly Stubbins Linda Mackenzie Melanie Schlanger      | 3:41.84    |
| 4x200 m stile libero | Stati Uniti Natalie Coughlin Lacey Nymeyer Dana Vollmer Katie Hoff     | 7:54.62    | Australia Bronte Barratt Shayne Reese Kelly Stubbins Linda Mackenzie    | 7:58.00    | Giappone Maki Mita Norie Urabe Ai Shibata Haruka Ueda                        | 8:00.65    |
| 4x100 m misti        | Stati Uniti Natalie Coughlin Jessica Hardy Rachel Komisarz Amanda Weir | 3:58.38    | Giappone Hanae Itō Asami Kitagawa Yūko Nakanishi Maki Mita              | 4:02.47    | Australia Frances Adcock Sarah Katsoulis Jessicah Schipper Melanie Schlanger | 4:03.82    |
| Fondo                |                                                                        |            |                                                                         |            |                                                                              |            |
| 10 km                | Chloe Sutton                                                           | 2:04:25.05 | Kalyn Keller                                                            | 2:04:29.08 | Tanya Hunks                                                                  | 2:05:01.03 |